# Jiří Orten
Jiří Orten (né Jiří Ohrenstein le 30 août 1919 à Kutná Hora et mort le 1er septembre 1941 à Prague) est un poète tchèque.
Il nait à Kutná Hora, deuxième fils d'Eduard et Berta Ohrenstein. Ses parents possèdent un petit magasin de tissu à la coupe et de mercerie. De 1929 à 1936, il fréquente l'école locale. Après une tentative infructueuse d'entrée au conservatoire, il se rend à Prague pour étudier dans une école de langues. Il travaille alors comme archiviste pour la société Crediton.
Il passe trois ans au département d'art dramatique du conservatoire d'État de musique, qu'il rejoint en 1937. Il interrompt ses études à la fin de l'année scolaire 1939-1940, en raison de son origine juive. Après son expulsion, il publie sous des noms de plume : Karel Jílek, Václav Jílek, Jiří Jakub.

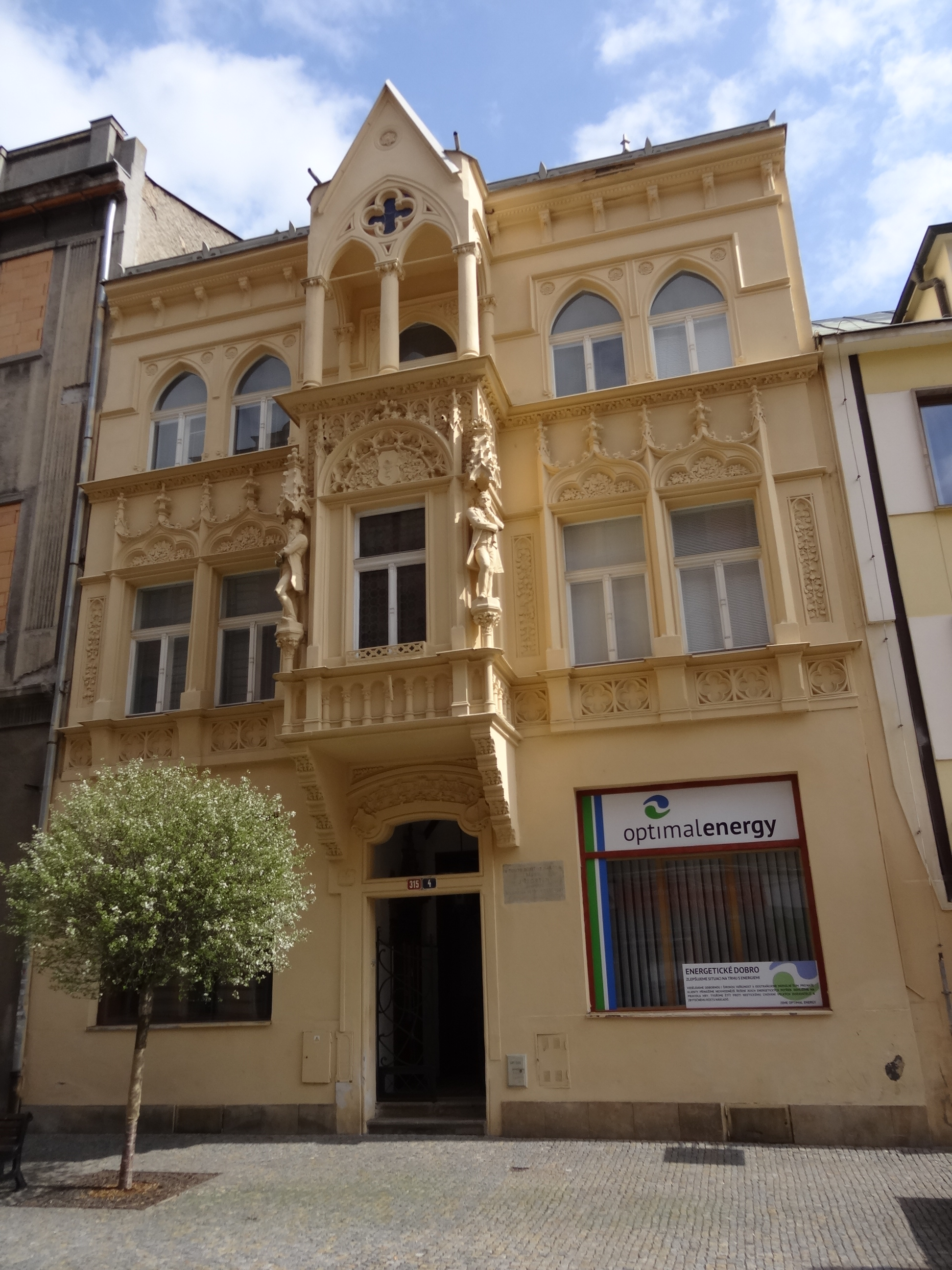
Maison natale de Jiří Orten, au 315 de la rue Kollárová, à Kutná Hora

Il participe à la préparation de soirées de récitation et de théâtre étudiant et présente, entre autres, la dramatisation de la Pomme d'Anis de Francis Jammes. Il joue dans Les Mamelles de Tiresias d' Apollinaire, le Magicien merveilleux de Vítězslav Nezval, et tient le rôle principal dans Jean le violoniste par Josef Hora.
Il publie son œuvre poétique sous le pseudonyme de Jiří Orten, tout d'abord dans Mladá kultura et Haló noviny (1936), où il dirige la section jeunesse pendant un certain temps, puis dans les périodiques Hey Rup!, Eva, Perspectives, Lecture, Mensuel critique et autres. Son premier ouvrage, Čítanka jaro, est publié par Václav Petr. Il publie par la suite sous le nom de Karel Jílek, le recueil Cesta k mrazu (Chemin vers le froid). En janvier 1941, parait Jeremiášův pláč (Les Pleurs de Jérémie) sous le nom de Jiří Jakub, et le recueil Ohnice, aux éditions Melantrich la même année. Les recueils Elegie et Scestí paraitront à titre posthume après la Libération.
Durant la guerre, forcé par les circonstances, il travaille avec le poète Hanuš Bonn pour la communauté religieuse juive.
Le 30 août 1941, il est renversé par une ambulance allemande. Il succombe à ses blessures le 1er septembre 1941 à l'âge de vingt-deux ans.

## Œuvres
- Čítanka jaro - 1939
- Cesta k mrazu - 1940
- Les Jérémiades - 1940
- Ohnice - 1941

Oeuvres publiés à titre posthume, après 1945 :
- Élégie.
- Œuvres poétiques de Jiří Orten
- Journaux intimes - publiés en 1958
- Eta, Eta, oiseaux jaunes - publié en 1966, en prose.